# Umgangsformen
Umgangsformen sind Bestandteil sozialer Interaktion.
Eine Gesellschaft bewertet bestimmte Verhaltensformen (Manieren) negativ (z. B. als derb, roh, ungehobelt, unhöflich, ungesittet, feige) oder positiv (z. B. als gut erzogen, höflich, kultiviert, edel, tapfer) und unterscheidet „gute“ (genannt auch Guter Ton) und „schlechte“ Umgangsformen. Häufig verwendet man in der deutschen Sprache das Wort „Umgangsformen“ ohne den Zusatz „gut“ und meint gleichwohl „gute Umgangsformen“.
Umgangsformen fungieren auch als identitätsstiftende Zeichen der Zugehörigkeit zu einer Gesellschaft bzw. einer  sozialen Gruppe innerhalb einer Gesellschaft.

## Umgangsformen und Etikette
Selbst Fachautoren verwenden die Wörter „Umgangsformen“ und „Etikette“ häufig bedeutungsgleich. Im engen Sinne wird damit jedoch Unterschiedliches bezeichnet:
- Der Ausdruck Umgangsformen (Benehmen, Manieren) bezeichnet konkrete Verhaltensgewohnheiten: die Art und Weise, wie ein Mensch bestimmte soziale Situationen tatsächlich handhabt, z. B. ob und mit welchen Worten, welchen Gesten usw. er eine andere Person begrüßt, wenn er ihr begegnet.[3]
- Der Ausdruck Etikette dagegen bezeichnet einen (geschriebenen oder ungeschriebenen) Regelkanon, in dem Abläufe des sozialen Umgangs festgelegt sind, z. B. die Regeln, ob und mit welchen Worten und welchen Gesten eine Person eine andere zu begrüßen hat.[3]

Der Ausdruck Manieren entstammt dabei französisch la manière „Art und Weise“ (vergleiche Manier „Eigenart, Handschrift“ in der Kunst und Manier „Verzierung“ in der Musik). Zusätzlich existiert noch der bildungssprachliche, ebenfalls aus dem Französischen stammende Ausdruck Pli, der für „(Welt-)Gewandtheit, Schliff im Benehmen, Geschick, modische Eleganz“ und „feines Benehmen“ steht.

## Geschichte

Titelblatt zu Franz Ebhardts Der gute Ton

Einer der ersten Vermittler von Bildung und Umgangsformen war Erasmus von Rotterdam (1466–1536), der mit seinen Erziehungsbüchern für Fürsten (Fürstenspiegel) und seinem Benimmbuch (de civilitate) einen Leitfaden vorgab. Soziologisch ausgerichtet war auch das 1788 erstmals herausgebrachte Werk Über den Umgang mit Menschen des Freiherrn Knigge (1752–1796).
Im Gegensatz zur heutigen landläufigen Meinung handelt es sich bei dem Buch keineswegs um einen Benimmratgeber mit Ratschlägen zu Fragen der Art: „Welche Gabel darf mit welchem Messer zu welchem Essen verwendet werden?“ Erst nach Knigges Tod wurde sein Buch mehrfach von Herausgebern umgeschrieben und so immer mehr zu einer Anstandsfibel, einem modernen Knigge.
In der Wilhelminischen Zeit erschien der Ratgeber Der gute Ton des Freiherrn Otto von Berger.
Im kirchlichen Zusammenhang (Gottesdienst) kann man zwischen Verhalten (Haltungen, rituelle Vollzüge) und Benehmen unterscheiden. Unangemessenes Benehmen im Gottesdienst (schlafen, essen, trinken, schwätzen, zu spät kommen, Mitbringen von Tieren, freizügige Kleidung u. a. m.) wird seit jeher immer wieder angesprochen und thematisiert (Predigten, Kirchenordnungen, Katechismus, Beichtspiegel, Bilder, Piktogramme).  Verschiedene Dienste waren und sind für die Einhaltung des angemessenen Verhaltens und Benehmens zuständig (Diakon, Ostiarier, Kirchenschweizer, Küster, Hundepeitscher u. a. m.). Seit etlichen Jahrzehnten gibt es auch „Kirchen-Knigge“, die über angemessenes Verhalten in den Kirchen informieren.  Die Bandbreite schlechten Benehmens ist groß und reicht bis zu störendem Tun mit strafrechtlicher Relevanz.

## Umgangswerte und Umgangstugenden
Nicolai Hartmann spricht von „Werte[n] des äußeren Umgangs“ und von „Umgangstugenden“. Auch wenn die „Umgangswerte“ nur ein „Randgebiet der ethischen Werttafel“ ausmachten, käme diesen ein ethischer, sittlicher relativer Wert zu: Es bedürfe überhaupt einer herrschenden Sitte, ohne die „der Mensch ins Formlose, Kulturlose“ versinke und ohne die „die Entfaltung des inneren Ethos“ behindert sei.

„Wie zufällig oder konventionell die bestehenden Verkehrsformen auch sein mögen, wie lächerlich sie dem aus fremden Kulturkreise in sie Hineingestellte erscheinen mögen, sie sind doch eine tiefe Lebensnotwendigkeit, und wer sie verletzt, versündigt sich am Mitmenschen genau so sehr wie der Ungerechte und der Lieblose.“